# Криміналістична лінгвістика
Криміналістична лінгвістика (Лінгвістична експертиза) — це розділ прикладної лінгвістики, який розробляє і досліджує методи атрибуції текстів сучасних документів з метою використання отриманих результатів у слідчих діях чи судочинстві.
Об'єктами дослідження є тексти усного та писемного мовлення, словесні, літерні, фонетичні та комбіновані позначення, а також паралінгвістичні знакові елементи (жести й міміка)

## Основні напрямки
Дослідження в криміналістичній лінгвістиці проводять для того, щоб з'ясувати час та місце створення документа, писаря й автора тексту, наявність силових дій щодо писаря в процесі створення документа, а загалом визначити — підроблений документ чи автентичний. У криміналістичній лінгвістиці широко використовують статистичні методи аналізу тексту.
Криміналістична лінгвістика має дві складові: графологію (лінгво-психологічну науку, яка за почерком встановлює характер і психічний стан людини) і графометрію (лінгво-криміналістична наука, яка за почерком встановлює автора рукописного тексту). Судово-почеркознавча, або лінгвістична експертиза, також допомагає виявити, чи вживає особа застарілі мовні одиниці, ті чи інші ідіоми, професіоналізми, колоквіалізми, і зробити загальні висновки щодо рівня володіння мовою, зокрема вміння застосовувати правила граматики та правильні лексичні відповідники на практиці.
Якщо говорити про почеркознавство, яке складається з фізіографології та психографології, то у криміналістичній лінгвістиці воно допомагає вирішити широке коло завдань.
У США створено КЛС, яка за почерком з певною ймовірністю встановлює, чи правду написала людина. Це різновид так званих детекторів брехні — пристроїв, що їх використовують під час допитів підозрюваних. Висновків доходять на підставі аналізу стилю тексту та його лексичного складу.
Не менше значення має й атрибуція усних текстів. Це особливо важливо для служб, органів слідства, коли, наприклад, маючи запис телефонної розмови, доводиться встановлювати, хто був учасником розмови. Іноді те, що автором усного тексту є конкретна людина, потрібно доводити під час судового розгляду.

## Різновиди лінгвістичних експертиз і коло завдань
- авторознавча експертиза встановлює, хто автор тексту і за яких обставин цей текст створено;
- експертиза текстів у документальних суперечках досліджує спірні інтерпретації текстів нормативно-правових актів, контрактів, листування, заповітів, розписок і т. ін.;
- експертиза перекладу (в зіставленні з оригіналом) з'ясовує чи еквівалентний текст (сегмент тексту) його перекладові, як співвідносяться між собою термінологічні позначення в текстах різними мовами, чи дає текст підстави для неоднозначного прочитання та наскільки це відображено в перекладі і т. ін.
- експертиза тексту в справах про захист честі, гідності й ділової репутації встановлює чи містить текст негативну інформацію про особу, в якій формі (твердження, чи оцінного судження) подано інформацію, чи є підстави вважати, що судження виражено в брутальній, принизливій або непристойній формі;
- експертиза тексту щодо закликів до насильницької зміни державного ладу, зміни державних кордонів тощо встановлює чи є в тексті заклики і який зміст цих закликів;
- експертиза тексту в справах про погрози встановлює чи є в тексті погрози і який зміст цих погроз;
- експертиза діалогічного тексту (записи переговорів, розмов, інтерв'ю, обмінів СМС-повідомленнями і т. ін.) зазвичай має завданням виявити висловлення, що спонукають адресата до вчинення певних дій (наприклад, у справах про шахрайство), виявити приховані засоби мовленнєвого впливу на особу, встановити в чому полягає такий вплив і т. ін.; специфічним об'єктом дослідження є значення жестів, що супроводжують або замінюють словесні засоби вираження в потоці спонтанного мовлення;
- експертиза тексту в справах про введення в оману (переважно стосується реклами, інструкцій до товарів та лікарських засобів, технічних регламентів, текстових матеріалів на етикетках, упаковці і т. ін.) зазвичай досліджує, чи є в текстовому матеріалі лінгвістичні передумови для двозначного тлумачення якихось його елементів або двозначного тлумачення тексту в цілому, чи є в тексті вказівка на те, що ефект від застосування певного засобу є гарантованим і т. ін.;
- експертиза тексту в справах про розпалювання міжнаціональної ворожнечі пов'язана з виявленням і аналізом текстових елементів, що вказують на негативне ставлення до представників певної етнічної (расової, релігійної) групи, на вищість однієї етнічної (расової) групи над іншими тощо;
- експертиза документальних записів власних назв пов'язана із встановленням ідентичності записів, між якими є орфографічні відмінності (у рамках однієї або декількох мов, а також визначенням нормативної (рекомендованої) форми запису власної назви українською або іншою мовою. У справах про забезпечення юридичної охорони товарного знака завданням експерта є зазвичай встановлення подібності власних назв до ступеня сплутування або, навпаки, їх несхожості.

## Практичне використання
Результати лінгво-криміналістичних експертиз використовують у судовій практиці.
Варто відмітити, що нинішні зразки почерку, а тим паче друковані тексти, ускладнені абревіатурами, акронімами, усіченнями, смайлами та емотиконами, а це, у свою чергу, значно ускладнює роботу лінгвіста-криміналіста та вимагає високого рівня професіоналізму.
Завданням криміналістичної лінгвістики є створення КЛС атрибуції усних та писемних текстів.